# Galassia a spirale barrata

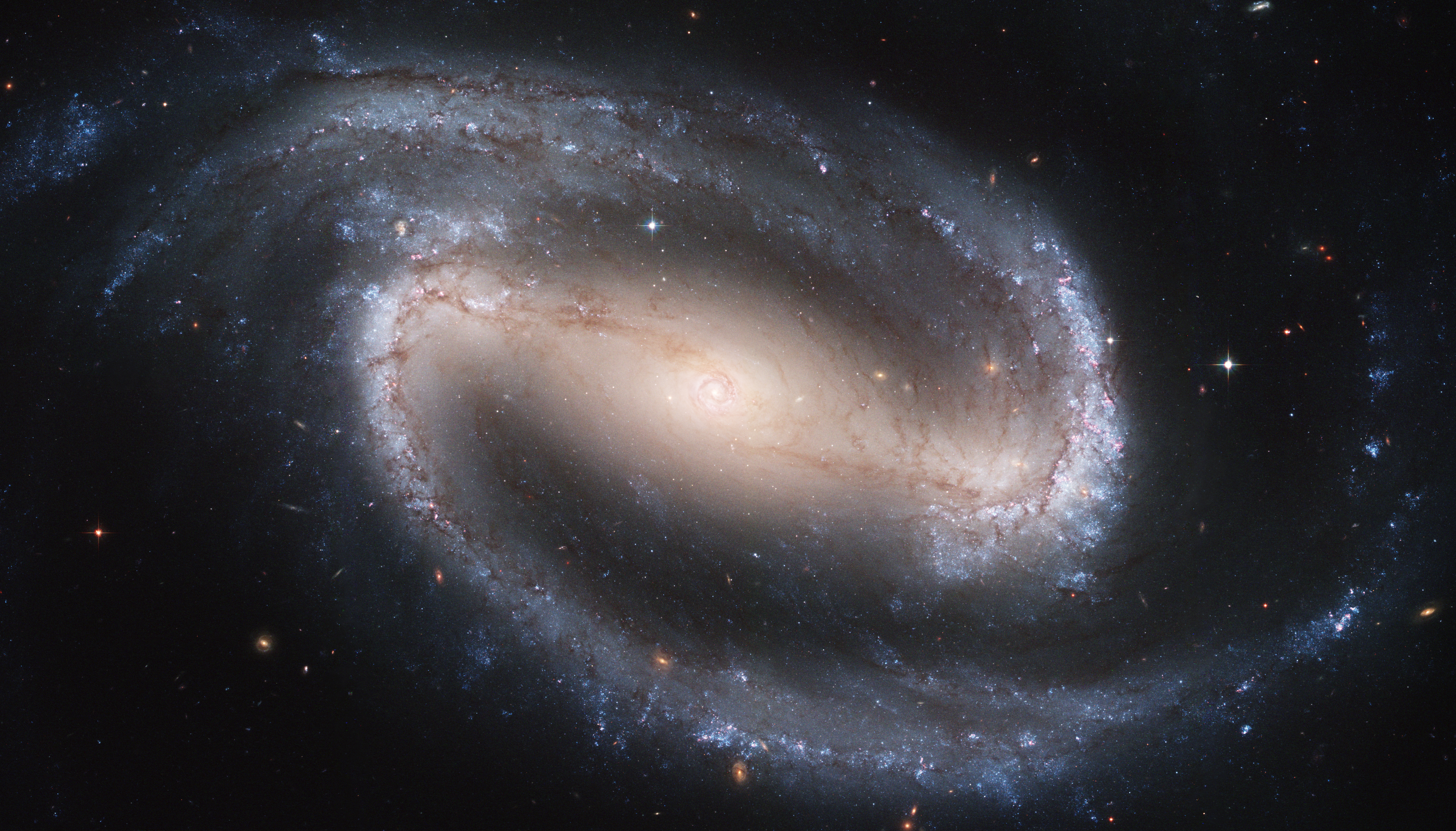
NGC 1300 fotografata dal telescopio spaziale Hubble.

Una galassia a spirale barrata è una galassia a spirale dal cui bulbo centrale si dipartono due prolungamenti di stelle che nell'insieme ricordano una barra. In queste galassie i bracci curvi della spirale partono dalla barra, anziché dal nucleo. Si usa anche il più generico galassia barrata, in quanto la barra è presente anche in galassie di diversa morfologia.

## Formazione della barra

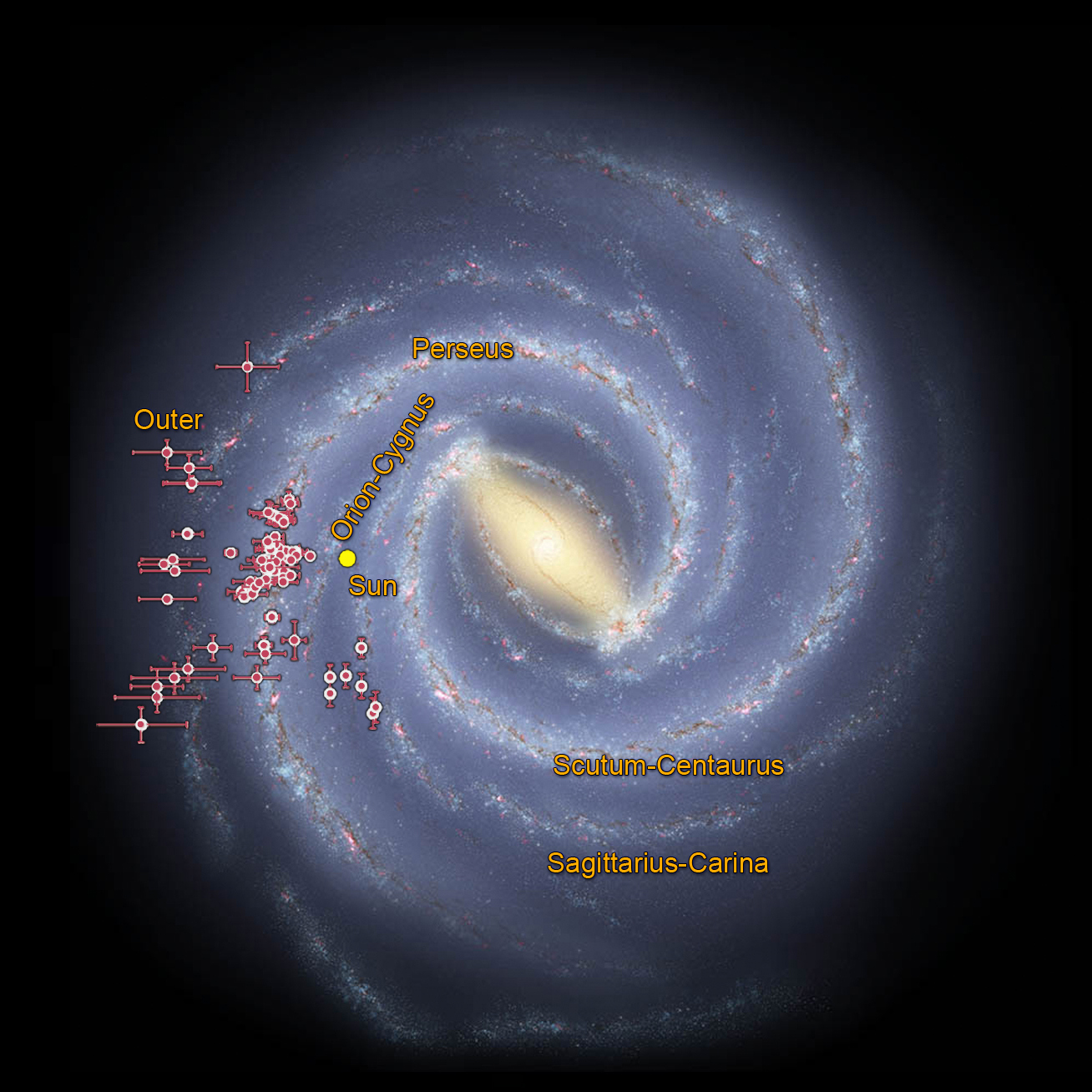
I bracci di spirale della Via Lattea in base ai dati WISE.

Le galassie barrate sembrano essere molto numerose e recenti indagini mostrano che circa due terzi delle galassie a spirale contengono una barra.
Si ritiene che la formazione della barra sia causata da un'onda di densità che si irradia dal centro della galassia dando una nuova forma all'orbita delle stelle interne. Nel corso del tempo questo effetto si estende anche a stelle in orbite più lontane, creando così una struttura a barra che si autoalimenta.
La struttura a barra sembra agire da incubatoio stellare, convogliando verso l'interno il gas interstellare attraverso la risonanza orbitale, alimentando così la nascita di nuove stelle in prossimità del centro galattico. Questo spiega anche perché molte galassie a spirale barrate hanno un nucleo galattico attivo, come la galassia Girandola del Sud.
Le barre sono considerate fenomeni temporanei nella vita delle galassie a spirale; la struttura della barra decade nel tempo, trasformando le galassie barrate in galassie a struttura normale. Al di sopra di una certa dimensione, la massa accumulata nella barra compromette la stabilità della struttura complessiva, per cui le galassie con una grande massa accumulata al loro centro tendono ad avere barre corte e sfilacciate. Data l'elevata frequenza della struttura a barra presente nelle galassie a spirale, è probabile che questo si un fenomeno ricorrente nello sviluppo delle galassie a spirale. Si ritiene che il ciclo evoluzionario oscillante da galassia spirale a galassia barrata, si attui in circa due miliardi di anni.
Studi recenti confermano che la presenza della barra è un segno che una galassia è uscita dalla fase di formazione e ha raggiunto la piena maturità. Uno studio del 2008 ha trovato che solo il 20% delle galassie a spirale del lontano passato possedeva una barra, contro il 65% circa della controparte locale.

## La barra nella Via Lattea
Le osservazioni col telescopio spaziale Spitzer, nel 2005, hanno fornito una prova che la Via Lattea ha una barra che passa attraverso il centro, stimata della lunghezza di circa 27.000 anni luce. Gli astronomi hanno ipotizzato che questa formazione sia temporanea e sia causata dalla forza mareale tra galassie.
Nonostante ciò, molti astronomi rifiutano l'idea di una galassia a spirale barrata, e preferiscono attribuire alla Via Lattea il modello a spirale classico.

## Tipi e distribuzione
Nella sequenza di Hubble questo tipo di galassie è indicata come "SB" ed è diviso in 3 sottocategorie:
- SBa - i bracci della spirale si avvolgono fino a formare una struttura complessiva quasi circolare intorno al nucleo galattico e alla barra, posta in posizione diametrale
- SBb - a metà strada fra le SBa e le SBc
- SBc - le spirali sono molto più allargate e la configurazione complessiva richiama quella di una lettera "S"

Esiste inoltre un'ulteriore classificazione (introdotta nel 1959 dall'astronomo francese Gérard Henri de Vaucouleurs), che distingue le (più rare) galassie SBd; inoltre esistono galassie irregolari che presentano la struttura di una barra, classificate come SBm (la Grande Nube di Magellano ad esempio è spesso così classificata). Esistono anche galassie lenticolari che presentano barre e sono classificate come SB0.
Sebbene le galassie a spirale siano molto numerose, le spirali barrate sono circa il 15% del totale delle galassie. Contando anche altri tipi di galassie barrate che non sono spirali, nel catalogo RSA (Revised Shapley-Ames Catalog of Bright Galaxies) le galassie classificate come barrate sono circa il 25% di quelle catalogate. Tuttavia ulteriori ricerche suggeriscono che in campo radio sia possibile individuare un gran numero di barre non osservate con la strumentazione ottica. Secondo questo studio, la percentuale di galassie barrate fra le spirali sarebbe di circa il 72%.

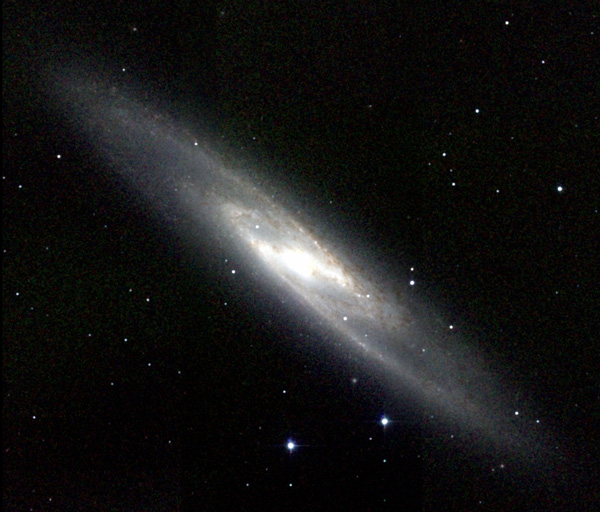
La galassia spirale barrata NGC 253.

## Esempi
| Nome       | Tipo | Costellazione      |
| ---------- | ---- | ------------------ |
| M58        | SBc  | Vergine            |
| M91        | SBb  | Chioma di Berenice |
| M95        | SBb  | Leone              |
| M109       | SBb  | Orsa Maggiore      |
| NGC 1300   | SBbc | Eridano            |
| NGC 1365   | SBc  | Fornace            |
| Via Lattea | SBa  | -                  |